# Квінт Фабій Максим (претор 181 року до н. е.)
Квінт Фа́бій Макси́м (лат. Quintus Fabius Maximus; близько 220 до н. е. — після 181 до н. е.) — політичний та військовий діяч Римської республіки, претор 181 року до н. е.

## Життєпис
Походив з патриціанського роду Фабіїв. Син Квінта Фабія Максима, консула 213 року до н. е. Про молоді роки немає відомостей. У 181 році до н. е. став претором у справах іноземців. Отримав від сенату доручення зайнятися набором допоміжних військ союзників для війни з лігурійцями, але незабаром доручення було скасовано у зв'язку зі сприятливим ходом військових дій. Після перемоги Фабій прийняв лігурійських послів, які просили про мир, але переадресував їх до консулів. Про подальшу долю немає відомостей.

## Родина
- Син Квінт Фабій Максим Еміліан
- Пасинок Квінт Фабій Максим Сервіліан